# .gg
.gg  é o código TLD (ccTLD) na Internet para o Guernsey, foi criado em 1996 pela IANA, e operado pela Islands Network.

## Estrutura
Desde 2000, são aceitos registros de domínios diretamente sob a zona .gg, e em registros de terceiro nível, são aceitos sob as categorias:
.gg
.co.gg- Para Uso Geral e Comercial,
.net.gg - Para Uso de Empresas de Internet
.org.gg - Para Uso de Entidades não Governamentais.
O registro de domínios de segundo nível é mais caro em comparação com o registro de domínios de terceiro nível.